# Must Be the Music
Must Be the Music – polski program telewizyjny typu talent show oparty na brytyjskim formacie Must Be the Music (emitowanym na antenie Sky One) emitowany w latach 2011–2016 (jako Must Be the Music. Tylko muzyka) i ponownie od 2025 na antenie telewizji Polsat.
W czerwcu 2016 Telewizja Polsat poinformowała, że 11. edycja była ostatnią. W maju 2024, w czasie trwającego Polsat Hit Festiwalu, dyrektor programowy stacji Edward Miszczak zapowiedział, że program pojawi się w wiosennej ramówce Polsatu na 2025.

## Ekipa

### Jurorzy
| Juror                     | Edycja | Edycja | Edycja | Edycja | Edycja | Edycja | Edycja | Edycja | Edycja | Edycja | Edycja | Edycja | Edycja |
| Juror                     | 1      | 2      | 3      | 4      | 5      | 6      | 7      | 8      | 9      | 10     | 11     | 12     | 13.    |
| ------------------------- | ------ | ------ | ------ | ------ | ------ | ------ | ------ | ------ | ------ | ------ | ------ | ------ | ------ |
| Miłosz „Miuosh” Borycki   |        |        |        |        |        |        |        |        |        |        |        | ●      | ●      |
| Natalia Szroeder          |        |        |        |        |        |        |        |        |        |        |        | ●      | ●      |
| Sebastian Karpiel-Bułecka |        |        |        |        |        |        |        |        |        |        |        | ●      | ●      |
| Dawid Kwiatkowski         |        |        |        |        |        |        |        |        |        |        |        | ●      | ●      |
| Tymon Tymański            |        |        |        |        |        |        |        |        |        |        | ●      |        |        |
| Piotr Rogucki             |        |        |        |        |        |        | ●      | ●      | ●      | ●      |        |        |        |
| Adam Sztaba               | ●      | ●      | ●      | ●      | ●      | ●      | ●      | ●      | ●      | ●      | ●      |        |        |
| Elżbieta Zapendowska      | ●      | ●      | ●      | ●      | ●      | ●      | ●      | ●      | ●      | ●      | ●      |        |        |
| Olga „Kora” Jackowska     | ●      | ●      | ●      | ●      | ●      | ●      | ●      | ●      | ●      | ●      | ●      |        |        |
| Wojciech „Łozo” Łozowski  | ●      | ●      | ●      | ●      | ●      | ●      |        |        |        |        |        |        |        |

### Prowadzący
| Juror                | Edycja | Edycja | Edycja | Edycja | Edycja | Edycja | Edycja | Edycja | Edycja | Edycja | Edycja | Edycja | Edycja |
| Juror                | 1      | 2      | 3      | 4      | 5      | 6      | 7      | 8      | 9      | 10     | 11     | 12     | 13.    |
| -------------------- | ------ | ------ | ------ | ------ | ------ | ------ | ------ | ------ | ------ | ------ | ------ | ------ | ------ |
| Patricia Kazadi      |        |        |        |        |        |        |        |        |        |        |        | ●      | ●      |
| Adam Zdrójkowski     |        |        |        |        |        |        |        |        |        |        |        | ●      | ●      |
| Maciej Rock          | ●      | ●      | ●      | ●      | ●      | ●      | ●      | ●      | ●      | ●      | ●      | ●      | ●      |
| Paulina Sykut-Jeżyna | ●      | ●      | ●      | ●      | ●      | ●      | ●      | ●      | ●      | ●      | ●      |        |        |

## Zasady programu
Must Be the Music. Tylko muzyka jest konkursem, w którym udział mogą wziąć nie tylko wokaliści, ale także zespoły, chóry, beatbokserzy oraz instrumentaliści. Do castingów, emitowanych na antenie, wybranych zostało 150 uczestników z całej puli osób, które zgłosiły swój udział w największych miastach Polski. Uczestnicy występują przed jury, które następnie ocenia wykonanie. Aby uczestnik mógł przejść do następnego etapu, musi zdobyć co najmniej trzy pozytywne noty. W przypadku dwóch identycznych not uczestnik może zaprezentować drugi, wybrany przez siebie utwór.
Do odcinków emitowanych na żywo wybieranych jest 32 uczestników, którzy za każdy swój występ zarabiają pieniądze. Kwota, jaką otrzymują, zależy od liczby głosów, jaką zdobyli podczas głosowania na portalu Facebook.
Następnie odbywają się 4 półfinały (w 8., 9. i 10. edycji 2, a od 11. edycji tylko 1). Do finału przechodzi dwoje wykonawców z każdego koncertu, jeden z przegranych ze wszystkich półfinałów z tzw. „dziką kartą” zdobytą dzięki głosom na Facebooku oraz (od drugiej edycji) jeden z przegranych ze wszystkich półfinałów z „dziką kartą” zdobytą dzięki głosom słuchaczy radia RMF FM. W 8. edycji przyznawana była „dzika karta” od jurorów. Zwycięzca programu otrzymywał 100 tysięcy złotych oraz występ podczas festiwalu Sopot TOPtrendy (od 2015 Polsat SuperHit Festiwal) albo występ podczas Sylwestrowej Mocy Przebojów (zależne od pory roku).
Głosowanie internautów
Podczas odcinków castingowych głosowanie odbywało się za pomocą portalu społecznościowego Facebook. Na oficjalnym profilu programu, tuż po zakończeniu emisji odcinka na antenie, widzowie oddając głosy na swoich faworytów, decydowali, kto z nich wygra najwięcej pieniędzy z przeznaczonych na ten cel 10 tysięcy złotych w każdym odcinku. Głosowanie na uczestników danego programu trwało przez tydzień.

## Zwycięzcy
| Edycja | Zwycięzca                      |
| ------ | ------------------------------ |
| 1.     | Enej                           |
| 2.     | Maciej Czaczyk                 |
| 3.     | LemON                          |
| 4.     | Tomasz Kowalski                |
| 5.     | Piotr Szumlas i Jakub Zaborski |
| 6.     | Shata QS                       |
| 7.     | Sachiel                        |
| 8.     | Besides                        |
| 9.     | Marcin Patrzałek               |
| 10.    | Conrado Yanez                  |
| 11.    | Olga Garstka                   |
| 12.    | Alien i Majtis                 |

## Edycja 1 (2011)
Pierwsza edycja rozpoczęła się 5 marca 2011. Do udziału w odcinkach rozgrywanych na żywo zakwalifikowało się łącznie trzydziestu dwóch uczestników, którzy zostali podzieleni na cztery półfinały. Z każdej rundy do finału awansowało po dwóch uczestników, zaś ostatni, dziewiąty uczestnik finału został wybrany za pomocą tzw. „dzikiej karty”. W skład komisji jurorskiej weszli: Kora Jackowska, Elżbieta Zapendowska, Adam Sztaba oraz Wojciech „Łozo” Łozowski. Program prowadzili Maciej Rock i Paulina Sykut-Jeżyna.
Finał pierwszej edycji programu odbył się 7 maja 2011, a triumfował w nim zespół Enej.

### Uczestnicy
Finaliści
| Numer | Osoba/grupa    | Pierwszy utwór finałowy                                          | Drugi utwór finałowy     | Miejsce |
| ----- | -------------- | ---------------------------------------------------------------- | ------------------------ | ------- |
| 1     | Enej           | „Myła moja”                                                      | „Radio Hello”            | 1       |
| 2     | Conrado Yanez  | ”                                                                | –                        | –       |
| 3     | Tomasz Dolski  | „Smooth Criminal”                                                | „He’s a Pirate”          | 3       |
| 4     | Little Breaver | „Welcome to the Jungle”                                          | –                        | –       |
| 5     | PodobaMiSię    | „Oświadczyny”                                                    | –                        | –       |
| 6     | Conrado Yanez  | „Always on My Mind”                                              | „What a Wonderful World” | 2       |
| 7     | Rotten Bark    | „Drunk Paradise”                                                 | –                        | –       |
| 8     | Piotr Restecki | Motyw z serii filmów Różowa pantera oraz inne dźwięki na gitarze | –                        | –       |
| 9     | Noko           | „The Day Before”                                                 | –                        | –       |

Półfinaliści
Oprócz dziewięciu finalistów, podczas odcinków na żywo zaprezentowało się jeszcze dwudziestu trzech uczestników, który zostali: Jazzbratem, Red Lips, Krystian Maliszewski, Rafał Radomski, Tea Time Boogie, Marcin Diling, Hrabia, Sebastian Rutkowski, Michał i Grzesiek, Trio chłopaków, Magdalena Wasylik, Sway, Daniel Jarociński, Arletta Rzepiela, The Gospel Time, Tomasz Cebo, Heroes Get Remembered, Wiktor Sommer, Daniel Boczniewicz, Boogie Boys, Justyna Jeleń, Paweł Myszczyszyn i Olivia Anna Livki.

## Edycja 2 (2011)
Druga edycja programu rozpoczęła się jesienią 2011. Przesłuchania do programu rozpoczęły się w czerwcu, zaś pierwszy odcinek został wyemitowany 4 września. Do udziału w odcinkach rozgrywanych na żywo zakwalifikowało się łącznie trzydziestu dwóch uczestników, którzy zostali podzieleni na cztery półfinały. Z każdej rundy do finału awansowało po dwóch uczestników, a pozostałymi dwoma finalistami zostali zdobywcy tzw. „dzikiej karty” (pierwsza zostanie przyznana jak w przypadku I edycji – podczas głosowania na Facebooku na półfinalistów, zaś druga przez słuchaczy Radia RMF FM). W skład komisji juroskiej weszli: Kora Jackowska, Elżbieta Zapendowska, Adam Sztaba oraz Wojciech „Łozo” Łozowski. Program prowadzili Maciej Rock i Paulina Sykut-Jeżyna.
Finał programu odbył się 6 listopada 2011, a triumfował w nim 17-letni wówczas Maciej Czaczyk, który oprócz 100 tys. złotych i prawa uczestnictwa na Sylwestrowej Mocy Przebojów 2011/2012, otrzymał także 100 tys. złotych od Radia RMF FM na kampanię reklamową swojej twórczości w tymże radiu.

### Uczestnicy
Finaliści
| Numer | Osoba/grupa          | Miejsce |
| ----- | -------------------- | ------- |
| 1     | Raggafaya            | –       |
| 2     | Marcelina Olak       | 3       |
| 3     | Bruk Braders         | –       |
| 4     | InoRos               | –       |
| 5     | Natalia Zozula       | –       |
| 6     | Kamień Kamień Kamień | –       |
| 7     | Maciej Czaczyk       | 1       |
| 8     | Atmasfera            | –       |
| 9     | MashMish             | –       |
| 10    | Eris Is My Homegirl  | 2       |

Półfinaliści
Oprócz dziesięciu finalistów, podczas odcinków na żywo zaprezentowało się jeszcze dwudziestu dwóch uczestników, który zostali: Nikola Pustała, Aleksandra Zygmunt, Serge Bourbon-Suszyński, Miesiączek/Niedojadło, Wiesław Iwasyszyn, Wioletta Marcinkiewicz, Roman Wojciechowski, Majestic, Krzysztof Przybyszewski, The Bardons, Ewa Dani-Sikocińska, Dominika Barabas, Renata Sachadyn, Anna Karwan, Wojciech Czarniawski, Dzień Dobry, De Nuevo, Bruk Braders, Plan, Freex Family, Urszula Drożdż, Limboski i Blamed.

## Edycja 3 (2012)
Pierwszy odcinek wyemitowany został 4 marca 2012. Do udziału w odcinkach rozgrywanych na żywo zakwalifikowało się łącznie trzydziestu dwóch uczestników, którzy zostali podzieleni na cztery półfinały. Z każdej rundy do finału awansowało po dwóch uczestników, a pozostałymi dwoma finalistami zostali zdobywcy tzw. „dzikiej karty”. W skład komisji juroskiej weszli: Kora Jackowska, Elżbieta Zapendowska, Adam Sztaba oraz Wojciech „Łozo” Łozowski. Program prowadzili Maciej Rock i Paulina Sykut-Jeżyna.
Finał programu odbył się 13 maja 2012, a triumfował w nim zespół LemON.

### Uczestnicy
Finaliści
| Numer | Osoba/grupa                 | Miejsce |
| ----- | --------------------------- | ------- |
| 1     | Kasia Moś                   | 3       |
| 2     | Tax Free                    | –       |
| 3     | Najlepszy Przekaz w Mieście | 2       |
| 4     | Michał Kuczyński            | –       |
| 5     | LemON                       | 1       |
| 6     | Chłopcy kontra Basia        | –       |
| 7     | Pocket Size Sun*            | –       |
| 8     | Klezmafour**                | –       |
| 9     | Kuba Szyperski              | –       |
| 10    | Sebastian „Biały” Białek    | –       |

- * Dzika karta przyznana przez głosowanie na Facebooku.
- ** Dzika karta przyznana przez słuchaczy RMF FM.

Półfinaliści
Oprócz dziesięciu finalistów, podczas odcinków na żywo zaprezentowało się jeszcze dwudziestu dwóch uczestników, który zostali: Oliwia Wieczorek, Ifi Ude, Tomasz Madzia, Venflon, Jimmie Wilson, Piotr Wiśniewski, Bliss, Hanka!!!, Ustronsky, November Project, Irena, Dominika Kurdziel, Regeneration, CzessBand, Szulerzy, Teddy Jr., Aleksandra Pęczek, Empire, Kuba Szyperski, Getho Lamarre, Backstage Acoustic, Mama Selita i Leszek Sypniewski.

## Edycja 4 (2012)
Pierwszy odcinek został wyemitowany 2 września 2012. Do udziału w odcinkach rozgrywanych na żywo zakwalifikowało się łącznie trzydziestu dwóch uczestników, którzy zostali podzieleni na cztery półfinały. Z każdej rundy do finału awansowało po dwóch uczestników, a pozostałymi dwoma finalistami zostali zdobywcy tzw. „dzikiej karty”. W skład komisji juroskiej weszli: Kora Jackowska, Elżbieta Zapendowska, Adam Sztaba oraz Wojciech „Łozo” Łozowski. Program prowadzili Maciej Rock i Paulina Sykut-Jeżyna.
Finał programu odbył się 4 listopada, a triumfował w nim Tomasz Kowalski.

### Uczestnicy
Finaliści
| Numer | Osoba/grupa             | Miejsce |
| ----- | ----------------------- | ------- |
| 1     | Przemysław Radziszewski | –       |
| 2     | Iwona Kmiecik           | –       |
| 3     | Maciej Krystkowiak      | 3       |
| 4     | Katarzyna Grzesiek**    | –       |
| 5     | Tomasz Kowalski         | 1       |
| 6     | Piotr Kita              | –       |
| 7     | Oberschlesien           | 2       |
| 8     | Bass                    | –       |
| 9     | Michał Łoniewski        | –       |
| 10    | Tune*                   | –       |

- * Dzika karta przyznana przez głosowanie na Facebooku.
- ** Dzika karta przyznana przez słuchaczy RMF FM.

Półfinaliści
Oprócz dziesięciu finalistów, podczas odcinków na żywo zaprezentowało się jeszcze 22 uczestników, który zostali: Mateusz Ziółko, Trzynasta w Samo Południe, Tomasz Mrozek, The Toobes, Olga Matuszewska i Matu, Oho!Koko, Ilona „Potania” Chylińska, Hatbreakers, G.D.P. Squad, Dziubek Band, Jenna Eight, Jan Niezbędny Band, Jamaican Accordion, Beer Coaster, Aneta Majeran, All Sounds Allowed, Alicja Monczkowska, Alicetea, Dolls Insane, Dawid „Klepson” Klabecki, Camero Cat i Brain’s All Gone.

## Edycja 5 (2013
Pierwsze przesłuchania do piątej edycji programu rozpoczęły się jesienią 2012, odbyły się one w trzynastu miastach Polski, a wzięło w nich udział ok. 3 tys. kandydatów. W styczniu rozpoczęto nagrania przesłuchań uczestników przez komisją jurorską, przed którą stanęło 148 kandydatów.
Pierwszy odcinek został wyemitowany 24 lutego 2013. Do udziału w odcinkach rozgrywanych na żywo zakwalifikowało się łącznie trzydziestu dwóch uczestników, którzy zostali podzieleni na cztery półfinały. Z każdej rundy do finału awansowało po dwóch uczestników, a pozostałymi dwoma finalistami zostali zdobywcy tzw. „dzikiej karty”. W skład komisji juroskiej weszli: Kora Jackowska, Elżbieta Zapendowska, Adam Sztaba oraz Wojciech „Łozo” Łozowski. Program prowadzili Maciej Rock i Paulina Sykut-Jeżyna.
W tej edycji po raz pierwszy w historii programu miał jedenaście odcinków, ponieważ dodano jeden odcinek castingowy. Na tym etapie po raz pierwszy wręczono tzw. „jokera”, który zapewniał udział w półfinałach programu temu uczestnikowi przesłuchań, który uzyskał największą liczbę głosów podczas głosowania na Facebooku. Zwyciężył zespół Materia (84312 głosów).
Finał programu odbył się 12 maja 2013, a triumfował w nim duet Piotr Szumlas i Jakub Zaborski. Od tej edycji przyznawana jest nagroda specjalna za największy show, której wartość wynosi 25 tys. złotych. W piątej edycji nagrodę zdobył duet Paweł Kopiczko i Aleksander Siedlecki.

### Uczestnicy
Finaliści
| Numer | Osoba/grupa                    | Miejsce |
| ----- | ------------------------------ | ------- |
| 1     | Patrycja Baczyńska             | –       |
| 2     | Piotr Szumlas i Jakub Zaborski | 1       |
| 3     | Lachersi*                      | –       |
| 4     | Fairytaleshow**                | –       |
| 5     | Ego Trip                       | –       |
| 6     | Natalia Pikuła                 | –       |
| 7     | Katedra                        | –       |
| 8     | Megitza                        | –       |
| 9     | Czarno To Widzę                | –       |
| 10    | Materia                        | 2       |

- * Dzika karta przyznana przez głosowanie na Facebooku.
- ** Dzika karta przyznana przez słuchaczy RMF FM.

Półfinaliści
Oprócz dziesięciu finalistów, podczas odcinków na żywo zaprezentowało się jeszcze 22 uczestników, który zostali: Bubliczki, Dariusz Wickowski, Ellie, Hasiok, Future Folk, Hoyraky, Hubert Bąk, Joanna Kaczmarkiewicz, Łukasz Starszy Ryś, MoMo, Naaman, One, Palce Lizać, Paweł Janas, Patryk Kumór, Pawkin, Primetime, Roy, Propabanda East Collective, Sayes, Singin’ Birds, Susanna & Aleksander i The Rookles.

## Edycja 6 (2013)
Pierwsze przesłuchania do szóstej edycji programu ruszyły pod koniec kwietnia, odbyły się one w czternastu miastach Polski. Latem odbyły się przesłuchania przez komisją jurorską, w skład której weszli: Kora Jackowska, Elżbieta Zapendowska, Adam Sztaba oraz Wojciech „Łozo” Łozowski. Program prowadzili Maciej Rock i Paulina Sykut-Jeżyna.
Pierwszy odcinek został wyemitowany 1 września 2013. Po raz pierwszy do udziału w odcinkach rozgrywanych na żywo zakwalifikowało się łącznie dwudziestu ośmiu uczestników (a nie trzydziestu dwóch, jak dotychczas), którzy zostali podzieleni na cztery półfinały. W przeciwieństwie do poprzednich edycji, z każdej rundy do finału awansowało tylko po jednym uczestniku, a pozostałymi dwoma finalistami zostali zdobywcy tzw. „dzikiej karty” od słuchaczy radia RMF FM oraz na Facebooku.
Finał programu odbył się 24 listopada 2013, a triumforwał w nim zespół Shata QS.
Oficjalnym sponsorem programu została firma Fortuna produkująca napoje dla dzieci i dorosłych.

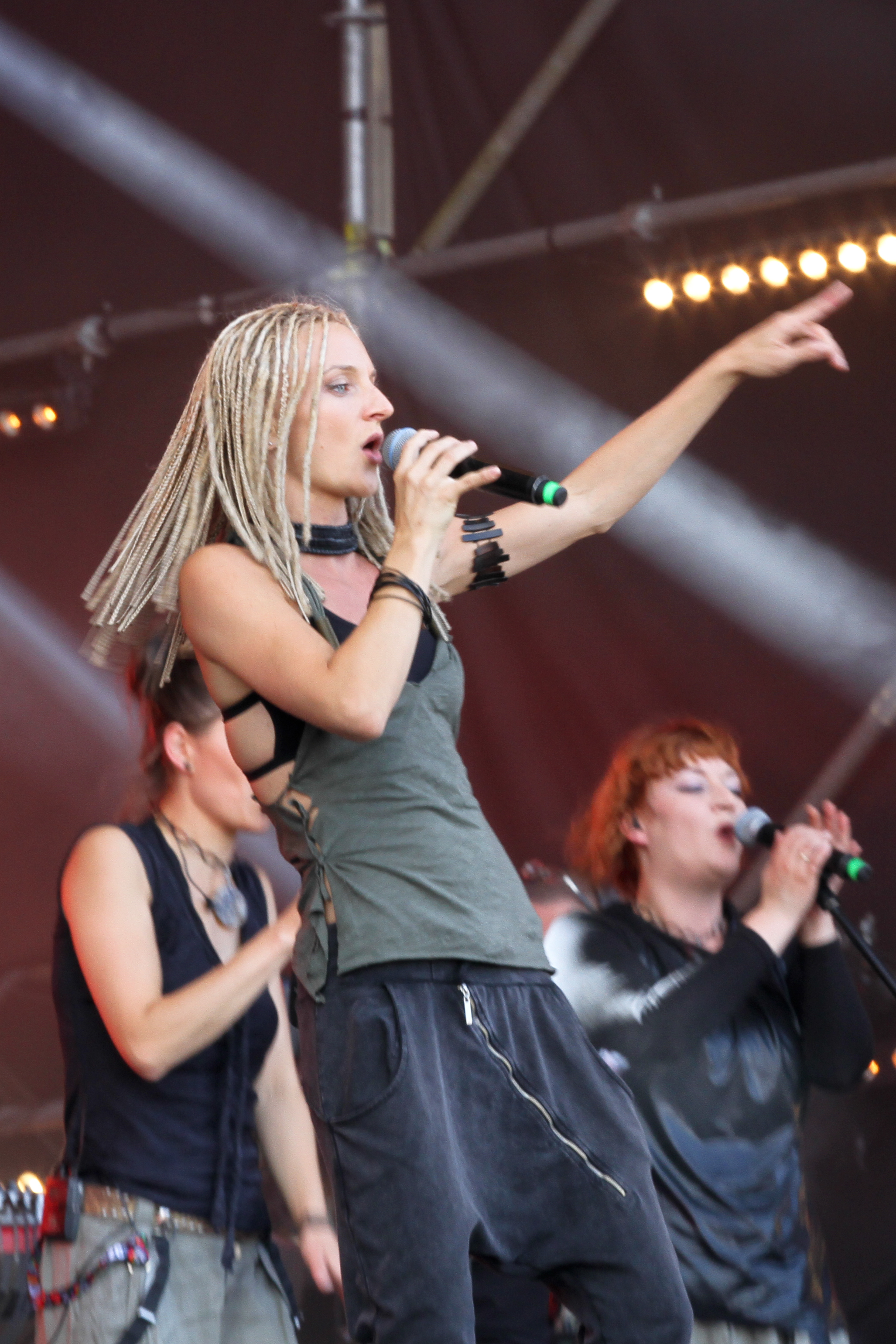
Shata QS na Przystanku Woodstock 2014

### Uczestnicy
Finaliści
| Numer | Osoba/grupa        | Miejsce |
| ----- | ------------------ | ------- |
| 1     | Be.My              | 2       |
| 2     | Jola Tubielewicz** | –       |
| 3     | El Saffron         | –       |
| 4     | Shata QS           | 1       |
| 5     | Pora Wiatru*       | –       |
| 6     | Aneta Rzewnicka    | –       |

- * Dzika karta przyznana przez głosowanie na Facebooku.
- ** Dzika karta przyznana przez słuchaczy RMF FM.

Półfinaliści
Oprócz sześciu finalistów, podczas odcinków na żywo zaprezentowało się jeszcze 22 uczestników, który zostali: Ewa Lewandowska, Joanna „Soul” Wołoczko, Jadwiga Kuzaka, Jana Bażyczka, Patrycja Nowicka, Liliana Iżyk, Katarzyna Zaręba, Paweł „Bis” Rząsa, Jakub Kusior, Marcin Czerwiński, Łukasz Szczepanik, Rocket, Pajujo, Zgredybillies, Studio Sztama, Babsztyl, Sarcast, Roots Rockets, Mistic, Sandaless, Offensywa i Terra Bite.

## Edycja 7 (2014)
Pierwsze przesłuchania do siódmej edycji programu rozpoczęły się w listopadzie 2013, odbyły się one w ośmiu miastach Polski. Po raz pierwszy w historii programu, producenci zorganizowali internetowe przesłuchania, w ramach których zachęcali zainteresowanych do wysyłania im swoich piosenek lub krótkich filmików z ich występami. Na początku 2014 rozegrały się przesłuchania przed komisją jurorską, w skład której weszli: Kora Jackowska, Elżbieta Zapendowska, Adam Sztaba oraz Piotr Rogucki, który zastąpił w tej funkcji Wojciecha „Łozo” Łozowskiego. Program prowadzili Maciej Rock i Paulina Sykut-Jeżyna.
Pierwszy odcinek został wyemitowany 24 lutego 2014. Po raz pierwszy do udziału w odcinkach rozgrywanych na żywo zakwalifikowało się łącznie czterdziestu uczestników, którzy zostali podzieleni na cztery półfinały. Z każdej rundy do finału awansowało po dwóch uczestników, a pozostałymi dwoma finalistami zostali zdobywcy tzw. „dzikiej karty” od słuchaczy radia RMF FM oraz na Facebooku.
Finał programu odbył się 25 maja 2014, a triumfował w nim zespół Sachiel.

### Uczestnicy
Finaliści
| Numer | Osoba/grupa         | Miejsce |
| ----- | ------------------- | ------- |
| 1     | The Sixpounder      | –       |
| 2     | Janusz Cielecki     | –       |
| 3     | Dharni i K-Leah     | 2       |
| 4     | Piękni i Młodzi     | –       |
| 5     | Kraków Street Band  | –       |
| 6     | PeterBeth           | –       |
| 7     | Rootzmans*          | –       |
| 8     | Paulina Czapla**    | –       |
| 9     | Sachiel             | 1       |
| 10    | Katarzyna Świątczak | –       |

- * Dzika karta przyznana przez głosowanie na Facebooku.
- ** Dzika karta przyznana przez słuchaczy RMF FM.

Półfinaliści
Oprócz dziesięciu finalistów, podczas odcinków na żywo zaprezentowało się jeszcze 30 uczestników, który zostali: Klaudia „Kuna” Wieczorek, Halina i Julia Cembrzyńskie, Milena Dywan i Marika Janowska, Luiza Ganczarska, Klaudia Budner, Kamila Adamiec, Karolina Charko, One, Herson, Afera Blues Group, Kasia Sochacka, Straight Jack Cat, Natalia Walczak, TaLLib, Workplace, Frument Project, Storo, Asia Ash, Fila Band, Azzja i Hubert, Abraxas Quartet, Maja Kaszyca, Albo i Nie, Riffertone, Wojciech Rakoczy, Błażej Papiernik, Antoni Smykiewicz, Piotr Tymiński, John Banzaiuml i Waldemar Wiśniewski.

## Edycja 8 (2014)
W kwietniu 2014 potwierdzono, że odbędzie się ósma edycja programu. Pierwsze przesłuchania kandydatów zorganizowano w czerwcu, odbyły się one tylko w czterech miastach Polski. Podobnie jak w poprzedniej edycji, producenci zorganizowali internetowe przesłuchania kandydatów. W skład komisji juroskiej weszli: Kora Jackowska, Elżbieta Zapendowska, Adam Sztaba oraz Piotr Rogucki. Program prowadzili Maciej Rock i Paulina Sykut-Jeżyna.
Pierwszy odcinek został wyemitowany 14 września 2014. W głosowaniu internautów na najlepszy występ pierwszego odcinka wygrywa zespół Sari Ska Band.
Po raz pierwszy do udziału w odcinkach rozgrywanych na żywo zakwalifikowało się łącznie osiemnastu uczestników, którzy zostali podzieleni na dwa półfinały. Z każdej rundy do finału awansowało po dwóch uczestników, a pozostałymi trzema finalistami zostali zdobywcy tzw. „dzikiej karty” od słuchaczy radia RMF FM, od internautów na Facebooku oraz – po raz pierwszy w historii programu – od jurorów.
Finał programu odbył się 23 listopada 2014, a triumfował w nim zespół Besides.
Sponsorem tej edycji programu została firma Animex produkująca m.in. parówki Berlinki.

### Uczestnicy
Finaliści
| Numer | Osoba/grupa          | Miejsce |
| ----- | -------------------- | ------- |
| 1     | Maria Markiewicz     | 2       |
| 2     | Lorein**             | –       |
| 3     | Patsin M ski Blue    | –       |
| 4     | Cała Praga Śpiewa*** | –       |
| 5     | BAPU*                | –       |
| 6     | Paula Brzóska        | –       |
| 7     | Besides              | 1       |

- * Dzika karta przyznana przez głosowanie na Facebooku.
- ** Dzika karta przyznana przez słuchaczy RMF FM.
- *** Dzika karta przyznana przez jurorów.

Półfinaliści
Oprócz siedmiu finalistów, podczas odcinków na żywo zaprezentowało się jeszcze jedenastu uczestników, który zostali: Blanka i Nocny Koncert, Dimmi Destino, Marzena Gargas, Karolina Głowala, HCR, Amanda Lepusińska, Radioaktywny Świat, Sayes, Underground, Wasabi oraz Zielone Ludki.

## Edycja 9 (2015)
W listopadzie 2014 potwierdzono, że odbędzie się dziewiąta edycja programu. W styczniu 2015 rozpoczęły się przesłuchania uczestników przez komisję jurorską, w skład której weszli: Kora Jackowska, Elżbieta Zapendowska, Adam Sztaba oraz Piotr Rogucki. Program prowadzili Maciej Rock i Paulina Sykut-Jeżyna.
Pierwszy odcinek został wyemitowany 15 marca 2015. Do udziału w odcinkach rozgrywanych na żywo zakwalifikowało się łącznie osiemnastu uczestników, którzy zostali podzieleni na dwa półfinały. Z każdej rundy do finału awansowało po dwóch uczestników, a pozostałymi trzema finalistami zostali zdobywcy tzw. „dzikiej karty” od słuchaczy radia RMF FM, od internautów na Facebooku oraz – po raz pierwszy w historii programu – od jurorów.
Podobnie jak w poprzedniej edycji sponsorem została firma Animex.
Finał programu odbył się 24 maja 2015, a triumfował w nim Marcin Patrzałek.

### Uczestnicy
Finaliści
| Numer | Osoba/grupa      | Miejsce |
| ----- | ---------------- | ------- |
| 1     | Nina Karpińska   | 2       |
| 2     | Reggaeside*      | –       |
| 3     | Katarzyna Góras  | –       |
| 4     | Marcin Patrzałek | 1       |
| 5     | Roots Rockets*   | –       |
| 6     | Justyna Sawicka  | –       |
| 7     | Black Radio**    | –       |

- * Dzika karta przyznana przez głosowanie na Facebooku.
- ** Dzika karta przyznana przez słuchaczy RMF FM.
- *** Dzika karta przyznana przez jurorów.

Półfinaliści
Oprócz siedmiu finalistów, podczas odcinków na żywo zaprezentowało się jeszcze jedenastu uczestników, który zostali: Wojciech Bochra, Rosa, Romuald Ardanowski, Roxana Tutaj, People Of The Haze, Łukasz Boliński i Patryk Komosa, Nicole Skrętkowska, Miąższ, Magdalena Dąbkowska, Hello My Sunshine oraz Call The Sun.

## Edycja 10 (2015)
Pierwszy odcinek wyemitowany 6 września 2015. Do udziału w odcinkach rozgrywanych na żywo zakwalifikowało się łącznie osiemnastu uczestników, którzy zostali podzieleni na dwa półfinały. Z każdej rundy do finału awansowało po dwóch uczestników, a pozostałymi trzema finalistami zostali zdobywcy tzw. „dzikiej karty” od słuchaczy radia RMF FM, od internautów na Facebooku oraz – po raz pierwszy w historii programu – od jurorów. W skład komisji juroskiej weszli: Kora Jackowska, Elżbieta Zapendowska, Adam Sztaba oraz Piotr Rogucki. Program prowadzili Maciej Rock i Paulina Sykut-Jeżyna.
Finał programu odbył się 22 listopada 2015, a triumfował w nim Conrado Yanez, który wcześniej zajął drugie miejsce w pierwszej edycji show w 2011 roku. W trakcie finału wręczono także nagrodę dla zdobywców drugiego miejsca, zespołu Hope, którzy wygrali 50 tys. złotych.

### Uczestnicy
Finaliści
| Numer | Osoba/grupa       | Miejsce |
| ----- | ----------------- | ------- |
| 1     | Hope*             | 2       |
| 2     | Conrado Yanez     | 1       |
| 3     | Iza Kowalewska    | –       |
| 4     | The Lions         | –       |
| 5     | Moose The Tramp** | –       |
| 6     | Jackpot           | –       |
| 7     | Bubliczki**       | –       |

- * Dzika karta przyznana przez głosowanie na Facebooku.
- ** Dzika karta przyznana przez słuchaczy RMF FM.

Półfinaliści
Oprócz siedmiu finalistów, podczas odcinków na żywo zaprezentowało się jeszcze jedenastu uczestników, który zostali: Anna Buczkowska, Joanna Zubkowicz, Jimmie Wilson, Janusz Sztyber, Joyride, Jona Ardyn, Hollow Quartet, Colours of Tango, Animators, Extra oraz Zielone Ludki.

## Edycja 11 (2016)
Pod koniec października 2015 potwierdzono, że odbędzie się jedenasta edycja programu. Pierwsze przesłuchania uczestników rozpoczęły się w listopadzie, które odbyły się w sześciu miastach Polski. Ponownie zorganizowano także przesłuchania internetowe. W grudniu odbyły się przesłuchania uczestników przez komisją jurorską w składzie: Kora Jackowska, Elżbieta Zapendowska, Adam Sztaba oraz Tymon Tymański, który zastąpił w tej funkcji Piotra Roguckiego.
Pierwszy odcinek programu wyemitowano 6 marca 2016. W przeciwieństwie do poprzednich, w tej edycji nie odbyły się odcinki półfinałowe. Zrealizowano dziewięć odcinków z przesłuchań oraz jeden odcinek „na żywo” – finał.
Finał programu odbył się 8 maja 2016.

### Uczestnicy
Finaliści
| Numer | Osoba/grupa        | Miejsce |
| ----- | ------------------ | ------- |
| 1     | Piotr Zubek        | –       |
| 2     | AdE                | –       |
| 3     | Yuuki              | –       |
| 4     | Michał Matuszewski | 2       |
| 5     | Brian Allan*       | –       |
| 6     | Joryj Kłoc         | –       |
| 7     | Strain             | –       |
| 8     | Olga Garstka       | 1       |
| 9     | Anna Cyzon**       | –       |
| 10    | Na Tak             | –       |
| 11    | FTS                | –       |
| 12    | Daniel Koszyk      | –       |

- * Dzika karta przyznana przez głosowanie na Facebooku.
- ** Dzika karta przyznana przez słuchaczy RMF FM.

## Edycja 12 (2025)
W maju 2024, w czasie trwającego Polsat Hit Festiwalu, dyrektor programowy stacji Edward Miszczak zapowiedział, że program pojawi się w wiosennej ramówce Polsatu na 2025. Pierwszy odcinek wyemitowano 7 marca 2025 roku.

### Uczestnicy
Finaliści
| Numer | Miejsce | Osoba/grupa     |
| ----- | ------- | --------------- |
| 1.    | –       | Gracjana Górka  |
| 2.    | –       | Dawid Dubajka   |
| 3.    | 1.      | Alien i Majtis  |
| 4.    | 2.      | Kuba i Kuba     |
| 5.    | –       | Weronika Ryba   |
| 6.    | –       | Helena Ciuraba  |
| 7.    | 3.      | Bonaventura     |
| 8.    | –       | Zosia Karbowiak |

## Edycja 13 (2026)
16 maja 2025, podczas finału 12 edycji rozpoczął się casting do kolejnej edycji programu, która pojawi się w 2026 roku.

## Emisja i oglądalność
| Seria | Odcinki      | Sezon       | Premiera         | Finał             | Pora emisji     | Średnia oglądalność |
| ----- | ------------ | ----------- | ---------------- | ----------------- | --------------- | ------------------- |
| 1.    | 1–10 (10)    | wiosna 2011 | 5 marca 2011     | 7 maja 2011       | sobota 20.00    | 3 420 904           |
| 2.    | 11–20 (10)   | jesień 2011 | 4 września 2011  | 6 listopada 2011  | niedziela 20.00 | 3 321 501           |
| 3.    | 21–30 (10)   | wiosna 2012 | 4 marca 2012     | 13 maja 2012      | niedziela 20.00 | 3 493 140           |
| 4.    | 31–40 (10)   | jesień 2012 | 2 września 2012  | 4 listopada 2012  | niedziela 20.00 | 3 352 544           |
| 5.    | 41–51 (11)   | wiosna 2013 | 24 lutego 2013   | 12 maja 2013      | niedziela 20.00 | 3 254 789           |
| 6.    | 52–63 (12)   | jesień 2013 | 1 września 2013  | 24 listopada 2013 | niedziela 20.00 | 2 724 228           |
| 7.    | 64–75 (12)   | wiosna 2014 | 2 marca 2014     | 25 maja 2014      | niedziela 20.00 | 2 475 596           |
| 8.    | 76–85 (10)   | jesień 2014 | 14 września 2014 | 23 listopada 2014 | niedziela 20.00 | 2 427 623           |
| 9.    | 86–95 (10)   | wiosna 2015 | 15 marca 2015    | 24 maja 2015      | niedziela 20.00 | 2 282 352           |
| 10.   | 96–105 (10)  | jesień 2015 | 6 września 2015  | 22 listopada 2015 | niedziela 20.00 | 2 089 338           |
| 11.   | 106–115 (10) | wiosna 2016 | 6 marca 2016     | 8 maja 2016       | niedziela 20.00 | 2 003 246           |
| 12.   | 116–125 (10) | wiosna 2025 | 7 marca 2025     | 16 maja 2025      | piątek 19.55    | 879 tys             |
| 13.   | od 126       | wiosna 2026 | b.d              | b.d               | b.d             |                     |